# Азиз, Сердар
Серда́р Ази́з (тур. Serdar Aziz, род. 23 октября 1990 года, Бурса, Турция) — турецкий футболист, защитник клуба «Фенербахче». Выступал за национальную сборную Турции. Ранее представлял юниорские сборные Турции от 16 до 20 лет, а также молодёжную сборную Турции. Являлся капитаном «Бурсаспора».

## Ранние годы
Родился в городе Бурса. Начал заниматься футболом в клубе «Бурсаспор», когда ему было 10 лет. Изначально Азиз играл в центре поля из-за его низкого роста. Однако, тренер клуба посчитал, что у Азиза недостаточно техники, чтобы играть в центре. В связи с этим тренер сместил его на позицию центрального защитника. В этой позиции Азизу удалось укрепиться и расти как стоппер.

## Клубная карьера
Во взрослый состав «Бурсаспора» Азиз попал в 2006 году. Однако, в течение сезона 2006/07 в основном составе на поле не выходил, но ему было разрешено тренироваться со взрослым составом. Сезон 2007/08 Азиз провёл в клубе «Мериносспор» на правах аренды, в составе которого он сыграл 11 матчей. По окончании сезона вернулся в «Бурсаспор». Дебютировал в клубе 25 октября 2008 года в матче против «Фенербахче». Свой первый гол Азиз забил 3 мая 2009 года в матче против «Антальяспор». В сезоне 2009/10 Азиз в составе клуба стал чемпионом Турции. В 2013 году Азиз был назначен капитаном «Бурсаспора».
В июне 2016 года Азиз перешёл в «Галатасарай», заплативший за его переход 4,5 млн евро.

## Международная карьера
Азиз представлял юниорские сборные Турции от 16 до 20 лет, а также молодёжную сборную. Участник чемпионата Европы 2009 среди юношей до 19 лет в составе сборной Турции до 19 лет. Поскольку отец Азиза был родом из Македонии, Азиз получил предложение сыграть за сборную Македонии, но отказался его принять, заявив о своём желании выступать за сборную Турции. За сборную Турции Азиз дебютировал 16 ноября 2014 года в матче отборочного турнира чемпионата Европы 2016 против сборной Казахстана. В этом же матче забил свой первый гол за сборную. Сам чемпионат Европы 2016 года Азиз вынужден был пропустить из-за травмы.

## Достижения
«Бурсаспор»
- Чемпион Турции: 2009/10

«Галатасарай»
- Чемпион Турции: 2017/18

Индивидуальное
- В составе Команды года в Турции: 2015[10][11][12]